# Mission San Antonio de Padua

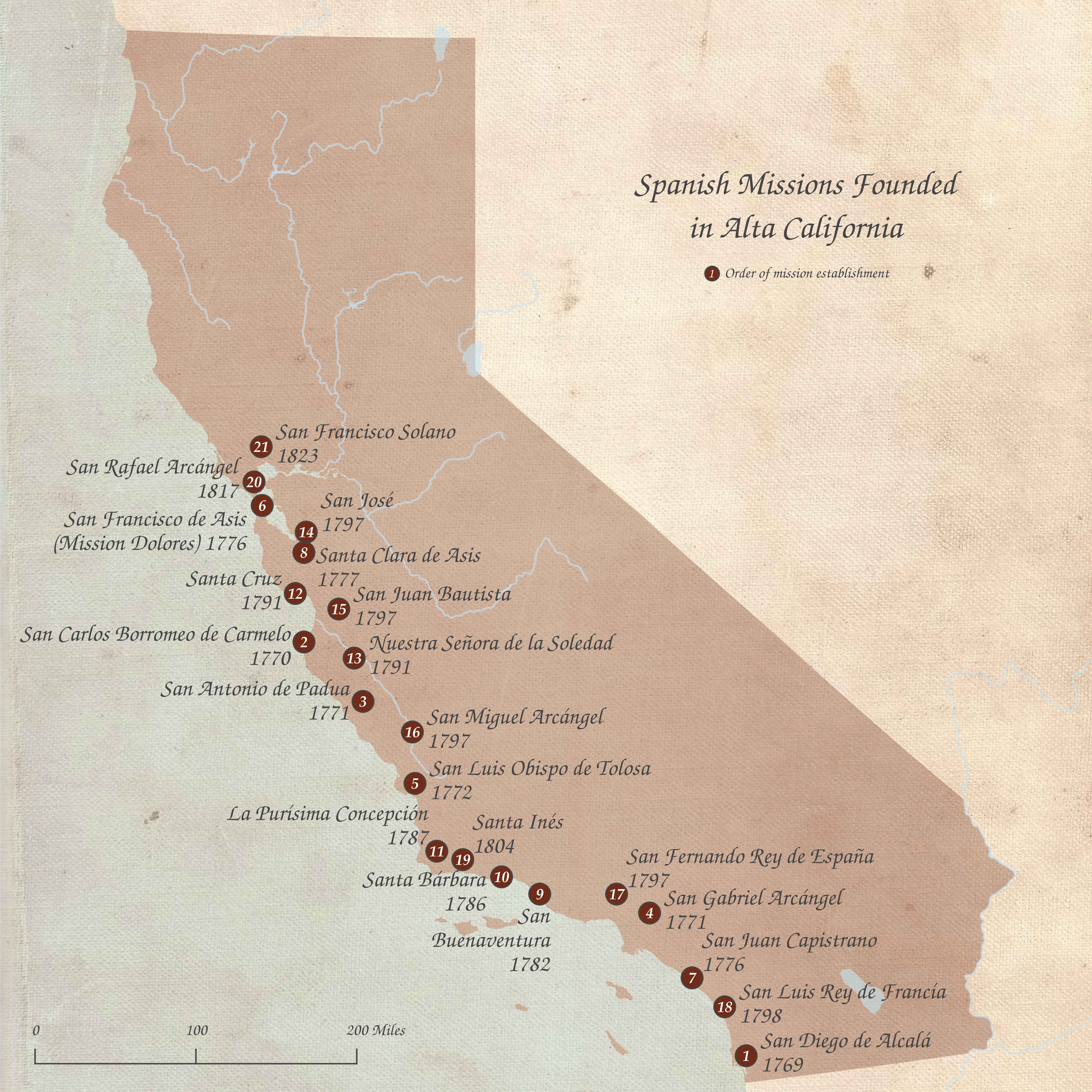
Lage der spanischen Missionen in Oberkalifornien mit der Bezeichnung der Abfolge (Mission San Antonio de Padua: Nr. 3)

Die Mission San Antonio de Padua war die dritte Missionsstation der Spanier in Kalifornien, seinerzeit eine Provinz des Vizekönigreiches Neuspanien (Oberkalifornien).
Das Bauwerk befindet sich in Jolon, Monterey County, Kalifornien, am Osthang des Santa-Lucia-Gebirges. Das Hauptgebäude wird heute unter anderem als Museum und katholische Kirche verwendet.

## Geschichte
Am 14. Juli 1771 wurde die La Misión de San Antonio de Padua von Padre Presidente Junípero Serra gegründet. 1773 wurde alle wichtigen Gebäude um 1 Meile aufgrund der Wasserversorgung verlegt. Es wurden vor allem Indianer missioniert; viele campierten auf dem Gelände. Im Jahr 1805 wuchs die Anzahl der Bewohner auf 1.300. Bis 1832 fanden in der Kirche 4419 Taufen, 1142 Hochzeiten und 3617 Beerdigungen statt. 1834 wurde aufgrund des Mexican secularization act of 1833 die Zahl auf 150 begrenzt, noch im gleichen Jahr wurde die Mission verlassen und zerfiel.
Die Gebäude wurden von 1903 bis 1908 durch Mittel der California Landmark League restauriert, die meisten Reparaturen wurden jedoch beim Erdbeben 1906 zerstört, der komplette Wiederaufbau dauerte bis 1952. Ab 1928 wurde das Gebäude wieder (durch Franziskaner) als eine Art Kloster genutzt.
Die Bauwerke unter dem Patronat von Antonius von Padua gehören zum bzw. dem Bistum Monterey in California.

## Denkmalaspekte
Der Baukomplex ist seit 1936 ein California Historical Landmark und seit dem 1976 im National Register of Historic Places gelistet.

## Abbildungen

1843
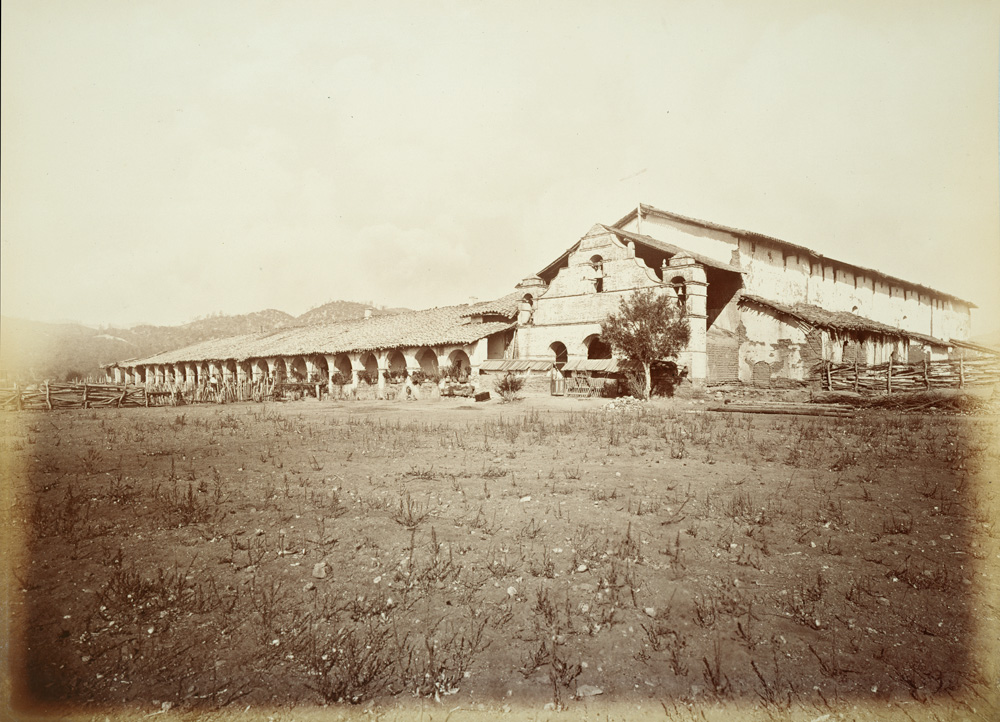
1873–1883
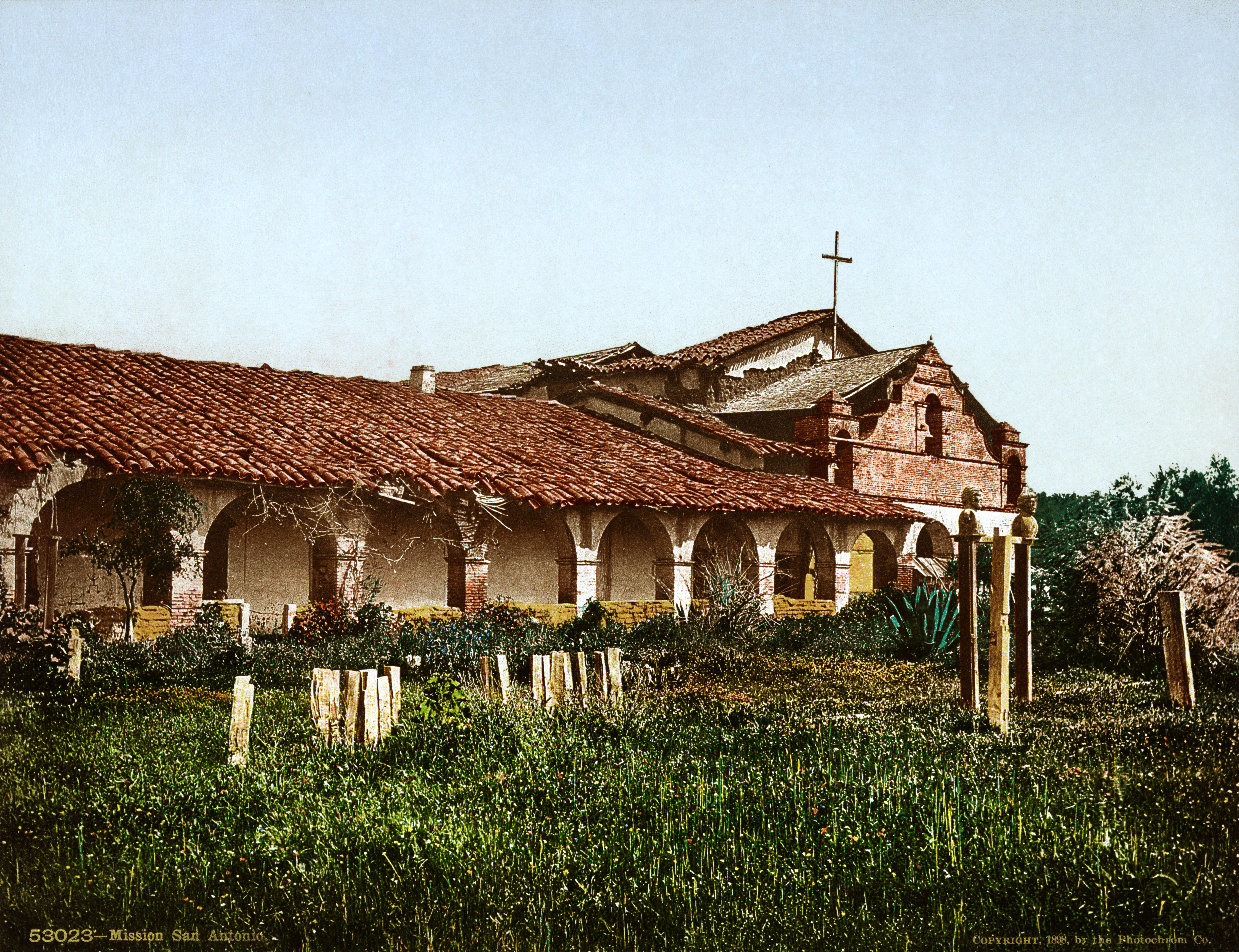
1889
1905
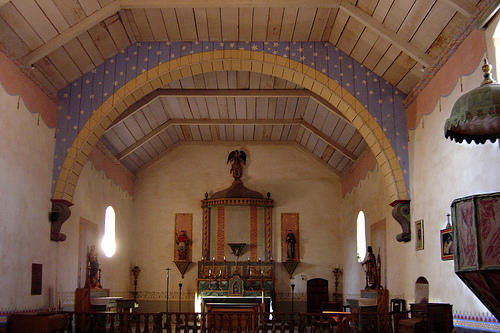
2012 (Innenansicht der Kirche)
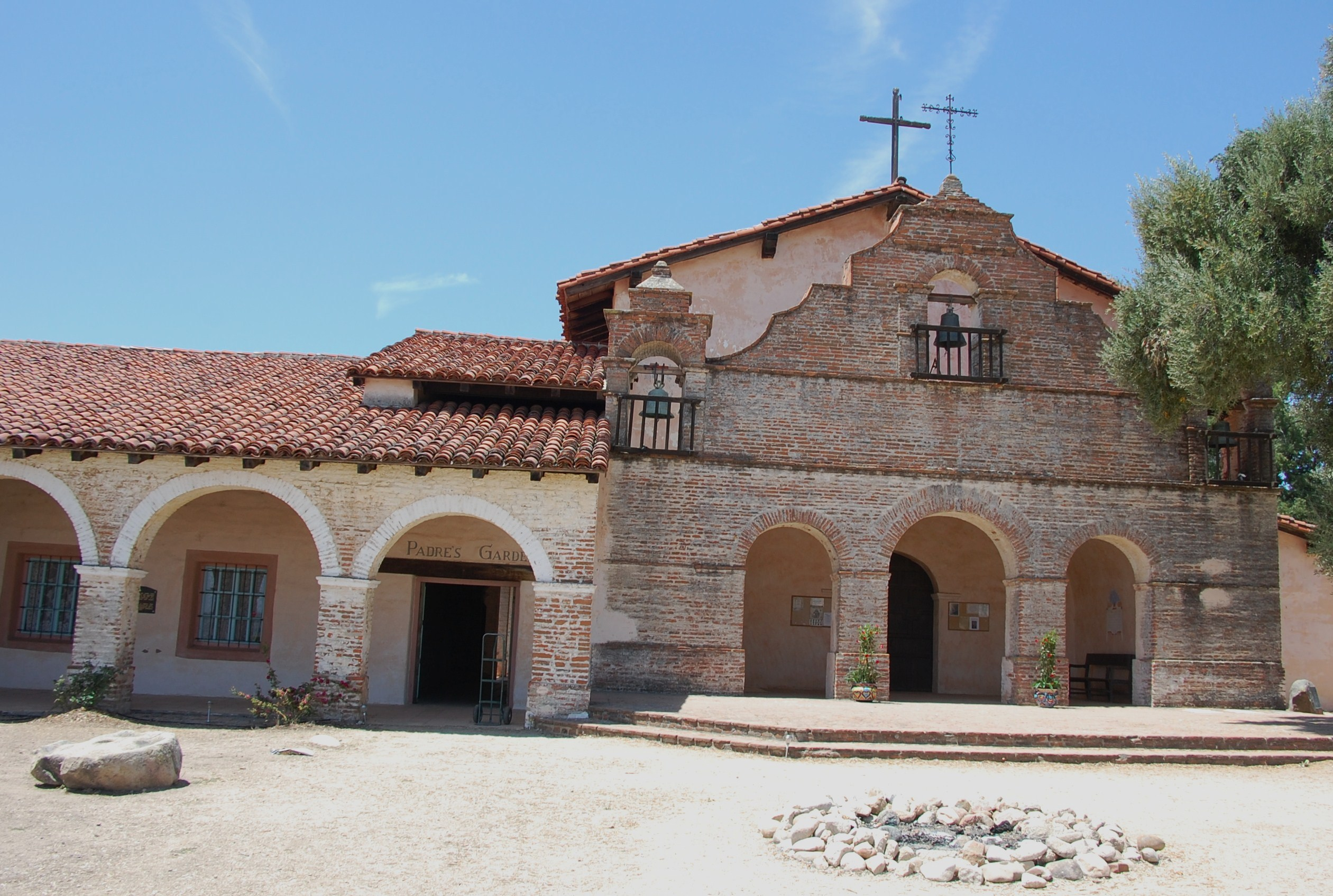
2012

## Weitere historisches spanische Missionsstationen in Kalifornien
- Mission San Miguel Arcángel (nächste südlich gelegene)
- Mission Nuestra Señora de la Soledad (nächste nördlich gelegene)